# Soumaoro Moriféré
Soumaoro Moriféré dit Soum, né le 30 août 1966 à Abidjan en Côte d'Ivoire et mort le 20 octobre 2019, est un pilote ivoirien de rallyes. 
Il est l'un des pilotes de rallye les plus titrés en Côte d'Ivoire. Il est le premier pilote à avoir gagné quatre fois le Rallye Côte d'Ivoire Bandama 2009, 2011, 2012 et 2017.

## Biographie
Soumaoro Moriféré découvre le monde de la compétition par le biais de l'enduro motocycliste en 1988 à Dabou.
Il meurt le 20 octobre 2019.

## Palmarès
Soumaoro Moriféré commence sa carrière en moto :
- 1990 Traversée du désert en 500XT (Abidjan-Alger-Marseille).
- 1991 Vice Champion de Côte d’Ivoire et 1er au Rallye Raid de CI (Moto verte).
- 1993 Champion de Côte d’Ivoire (Moto verte).
- 1994 4ème au Championnat de Côte d’Ivoire.
- 1995 5ème au Rallye Raid de Côte d’Ivoire, 2ème National-Inter au super cross de Lomé au Togo.
- 1996 2ème au Championnat de Côte d’Ivoire (Moto verte).
- 1997 2ème à la Baja 500 TELECEL.
- 1998 22ème au Rallye de Tunisie.
- 2000 Participation au Rallye Paris-Dakar-Le Caire.

NB: (Moto verte) = Résultats Cross + Enduro + Rallye Raid.
Il est champion de Côte d'Ivoire des rallyes autos : 2006, 2007, 2008, 2009, 2012 et vice-champion en 2010.
Il remporte à quatre reprises le Rallye Côte d'Ivoire Bandama, d'abord en 2009, 2011, 2012 avec Philippe Garcia comme copilote sur Mitsubishi Lancer Evolution IX, puis en 2017 avec Romain Comas sur Mitsubishi Lancer Evo X. Il fait ses débuts sur cette compétition lors de l'édition de 1997 sur Peugeot 205 GTI.
2019 :
- Décès dimanche 20 octobre 2019 à la suite d’un malaise alors qu’il était en pleine compétition du Top Chrono de Cocody.
- -2e au Rallye du N’Zi Dimbokro (14-15 septembre), copilote : Aïssata Moriféré sur Mitsubishi Lancer Evo10 no 1.
- -2e au 37e Rallye Pentecôte Assouindé (1-2 juin), copilote : Aïssata Moriféré sur Mitsubishi Lancer Evo10 GrN no 2.
- -(Retiré) au 30e Rallye de Gagnoa (10-12 mai), copilote : Aïssata Moriféré sur Mitsubishi Lancer Evo10 GrN no 2.
- -1er au 1er Rallye de Jacqueville (30-31 mars), copilote : Aïssata Moriféré sur Mitsubishi Lancer Evo10 GrN no 2.
- -Abandon au 45e Rallye Bandama (21-23 février), copilote : Aïssata Moriféré sur Mitsubishi Lancer Evo10 GrN no 4.

2018 : 2 victoires (3e au championnat de Côte d’Ivoire).
- -3e au Rallye d’Assinie, copilote : Aïssata Moriféré sur Mitsubishi Lancer Evo10 no 3  (14-15-16 décembre).
- -5e au Rallye Bingerville *2e en 4 roues motrices, copilote : Aissata Soumahoro sur Mitsubishi Lancer Evo10 no 2 (10-11 novembre).
- -2e au Top Chrono de Cocody, copilote : Aissata Soumahoro sur Mitsubishi Lancer Evo10 no 2 (13-14 octobre).
- -1er au Rallye du N’Zi, copilote : Aissata Soumahoro sur Mitsubishi Lancer Evo10 no 1  (14-15 septembre).
- -1er au Rallye Jacqueville, copilote : Aissata Soumahoro sur Mitsubishi Lancer Evo10 no 2 (23-24 juin).
- -5e au Rallye Pentecôte Grand Bassam, copilote : Aissata Soumahoro sur Mitsubishi Lancer Evo10 no 2 (18-19-20 mai).
- -Abandon au Rallye de Gagnoa, copilote : Aissata Soumahoro sur Mitsubishi Lancer Evo10 no 1 (13-14-15 avril).
- -Abandon au Rallye Côte d’Ivoire Bandama, copilote : Garcia Philippe sur Mitsubishi Lancer Evo10 no 1 (23-24-25 février).

2017 : 4 victoires.
- -1er au Top Chrono Sud Lagune, *copilote : Comas Romain sur Mitsubishi Lancer Evo10 no 18 (06/01/2018) dernière manche pour le Championnat 2017.
- -Abandon au Rallye d’Assinie, *copilote : Comas Romain sur Mitsubishi Lancer Evo10 no 3 (08-09/12/2017)
- -1er au Top Chrono Gonzagueville Sud Lagune, *copilote : Comas Romain sur Mitsubishi Lancer Evo10 no 18
- -Abandon au Rallye de Bingerville, *copilote : Comas Romain sur Mitsubishi Lancer Evo10 no 2 (04-05/11/2017)
- -39e au Rallye Terre des Cardabelles (F), *copilote : Pierre Jacquelin sur Mitsubishi Lancer Evo10 no 82 (07-08/10/2017) - Team Guy Colsoul
- -4e au Rallye du N'Zi Dimbokro, *copilote : Comas Romain sur Mitsubishi Lancer Evo10 no 2 (15-16/09/2017)
- -2e au Rallye Pentecôte, *copilote : Comas Romain sur Mitsubishi Lancer Evo10 no 1 (03-04/06/2017)
- -4e au Top Chrono Port Bouët, *copilote : Aïssata Soumaoro sur Mitsubishi Lancer Evo10 no 2 (06/05/2017)
- -2e au Rallye de Gagnoa, *copilote : Comas Romain sur Mitsubishi Lancer Evo10 no 2 (14-15-16/04/2017)
- -1er au Rallye Top Chrono Assinie-RCAA-, *copilote : Comas Romain sur Mitsubishi Lancer Evo10 no 2 (04-05/03/2017)
- -1er au 43e Rallye Côte d'Ivoire Bandama, *copilote : Comas Romain sur Mitsubishi Lancer Evo10 no 2 (10-11-12/02/2017)

2016 : 2 victoires.
- -1er au Rallye d'Assinie, (copilote Comas Romain) sur Mitsubishi Lancer Evo10 no 2
- -1er au Rallye de Bingerville, (copilote Comas Romain) sur Mitsubishi Lancer Evo10 no 2
- -Abandon au Rallye du N'Zi, (copilote Comas Romain) sur Mitsubishi Lancer Evo10 no 2
- -10e au Rallye Pentecôte, (copilote Comas Romain) sur Mitsubishi Lancer Evo10 no 3
- -3e au Rallye Gagnoa, (copilote Comas Romain) sur Mitsubishi Lancer Evo10 no 2
- -Abandon au Rallye Côte d'Ivoire Bandama, (copilote Comas Romain) sur Mitsubishi Lancer Evo10 no 2

2015 : 1 victoire (4e au championnat de Côte d'Ivoire).
- -4e au Top Chrono Cocody, (copilote Comas Romain) sur Mitsubishi Lancer Evo10 no 4
- -1er au Rallye du N'Zi, (copilote Comas Romain) sur Mitsubishi Lancer Evo10 no 2
- -Abandon au Rallye de Bingerville, (copilote Comas Romain) sur Mitsu Lancer Evo10 no 2
- -2e au Rallye Pentecôte, (copilote Chapalain Benoît) sur Mitsu Lancer Evo10 no 3
- -2e au Rallye de Gagnoa, (copilote Chapalain Benoît) sur Mitsu Lancer Evo10 no 2
- -Abandon au Rallye Côte d'Ivoire Bandama, (copilote Garcia Philippe) sur Mitsu Lancer Evo10 no 3

2014 : 2 victoires (3e au championnat de Côte d'Ivoire).
- -Abandon au Rallye d'Assinie, (copilote Garcia Philippe) sur Mitsu Lancer Evo10 no 3
- -Abandon au Rallye du N'Zi, (copilote Garcia Philippe) sur Mitsu Lancer Evo10 no 3
- -30e au Rallye des Cardabelles Millau Aveyron, (copilote Chapalain Benoît) sur Mitsu Lancer Evo10 no 2 9 - Team Guy Colsoul
- -1er au Rallye Gagnoa, (copilote Oury Philippe) sur Mitsu Lancer Evo10 no 3
- -2e au Top Chrono Cocody, (copilote Le Borgne Didier) sur Mitsu Lancer Evo10 no 3
- -1er au Rallye de Pentecôte, (copilote Garcia Philippe) sur Mitsu Lancer Evo10 no 2
- -2e au Rallye Côte d'Ivoire Bandama, (copilote Garcia Philippe) sur Mitsu Lancer Evo10 no 4

2013 (7e au championnat de Côte d'Ivoire).
- -3e au rallye d'Assinie, (copilote Garcia Philippe) sur Mitsu Lancer Evo9 no 4
- -2e au Rallye de Bouaké, (copilote Gacia Philippe) sur Mitsu Lancer Evo9 no 1
- -8e au rallye Yopougon Top Chrono Figayo, (copilote Garcia Philippe) sur Mitsu Lancer Evo9 no 1
- -Abandon au Rallye Côte d'Ivoire Bandama, (copilote Garcia Philippe) sur Mitsu Lancer Evo9 no 1

2012 : 4 victoires (champion de Côte d'Ivoire).
- -1er au rallye Côte d'Ivoire Bandama, (copilote Garcia Philippe) sur Mitsu Lancer Evo9 no 1
- -30e au rallye Terre Cardabelles, (copilote Garcia Philippe) sur Mitsu Lancer Evo10 no 28  - Team Guy Colsoul
- -1er au rallye Pentecôte Sanwi, (copilote Cormenier Jimmy) sur Mitsu Lancer Evo9 no 1
- -1er au Rallye des Lacs de Yamoussoukro, (copilote Cormenier Jimmy) sur Mitsu Lancer Evo9
- -1er au Rallye d'Assinie, (copilote Cormenier Jimmy) sur Mitsu Lancer Evo9
- -Abandon au rallye de Gagnoa -Fromager- (copilote Cormenier Jimmy) sur Mitsu Lancer Evo9
- -2e au Rallye de Dabou, (copilote Cormenier Jimmy) sur Mitsu Lancer Evo9 no 2

2011 : 1 victoire (crise post-électorale en Côte d’Ivoire).
- -1er au Rallye Côte d'Ivoire Bandama (copilote Garcia Philippe) sur Mitsu lancer Evo9 no 1
- -2e au Top Chrono d'Assinie (copilote Ibba Sabrina) sur Mitsu Lancer Evo9
- -42e au rallye Terre des Cardabelles (copilote Garcia Philippe) sur Mitsu lancer Evo10 no 23  - Team Guy Colsoul
- -3e au Rallye Pentecôte (copilote Oury Philippe) sur Mitsu Lancer Evo9 no 2

2010 : 1 victoire (vice-champion de Côte d'Ivoire).
- -2e au Rallye Bamboo Côte d'Ivoire (copilote Garcia Philippe) sur Mitsu Lancer Evo9
- -1er au Rallye Pentecôte Assinie (copilote Garcia Philippe) sur Mitsu Lancer Evo9 no 1
- -Abandon au Rallye de Dabou (copilote Garcia Philippe) sur Mitsu Lancer Evo9 no 1
- -Abandon au Rallye de Gagnoa (copilote Garcia Philippe) sur Mitsu lancer Evo9
- -Rallye Terre des Cardabelles Millau Aveyron sur Mitsu Lancer Evo9 - Team Guy Colsoul

2009 : 3 victoires (champion de Côte d'Ivoire).
- -1er au Rallye Côte d'Ivoire Bandama (copilote Garcia Philippe) sur Mitsu Lancer Evo9 no 2
- -1er au rallye Pentecôte (copilote ?) sur Mitsu lancer Evo9
- 1er au rallye Gagnoa Fromager (copilote ?) sur Mitsu Lancer Evo9
- -26e au Rallye Terre des Cardabelles Millau-Aveyron (copilote Garcia Philippe) sur Mitsu Lancer Evo9 no 19 - Team Guy Colsoul

2008 (champion de Côte d'Ivoire)
- Rallye des Lagunes, copilote : Garcia Philippe sur Mitsubishi Lancer Evo7
- -1er au Bamboo Rallye Adzopé, copilote : Garcia Philippe sur Mitsubishi Lancer Evo7 no 1
- -6e au Rallye Assinie, copilote : Garcia Philippe sur Mitsubishi Lancer Evo7 no 1
- -1er au Rallye du Fromager Gagnoa, copilote : Tribout Christian sur Mitsubishi Lancer Evo7 no 1

2007 (champion de Côte d'Ivoire)
- -1er au Rallye des Lagunes, copilote : Garcia Philippe sur Mitsubishi Lancer Evo7 no 1
- -1er au Rallye Pentecôte Asacci, copilote : Garcia Philippe sur Mitsubishi Lancer Evo7 no 1
- -1er au Rallye du Fromager Gagnoa, copilote : Garcia Philippe sur Mitsubishi Lancer Evo7 no 1

2006 (champion de Côte d'Ivoire)
- -2e au Rallye Côte d'Ivoire Bandama (copilote Garcia Philippe) sur Mitsu Lancer Evo6 no 2

2004
- -1er au Rallye de Gagnoa Fromager (copilote ?) sur Mitsu Lancer Evo9

2001
- -Abandon au rallye Côte d'Ivoire Bandama (copilote ?) sur Toyota Corolla GTI

1999
- -2e au Rallye Côte d'Ivoire Bandama (copilote Gavois) sur Toyota Corolla GTI

1998
- -4e au Rallye de la Boucle du Cacao.

1997
- -1re participation au Rallye Côte d'Ivoire Bandama sur Peugeot 205 GTI
- -4e au Rallye des 3 AS.
- -2e au Rallye de Bouaké.
- -6e au Rallye de la Boucle du Cacao.